# Assembler inline
Nella programmazione di un computer, l'assembler inline è un procedimento che permette di aggiungere in un sorgente scritto in un linguaggio di alto livello come il C o l'ADA, parti scritte in un linguaggio di basso livello come l'Assembly.
Questa inclusione è fatta solitamente per questi tre motivi:
- Ottimizzazione: permettono al programmatore di sfruttare al meglio le istruzioni.
- Accesso a delle specifiche istruzioni del processore: alcuni processori offrono istruzioni speciali, come quelle di confronto e di scambio o altre primitive di sincronizzazione e di bloccaggio. Quasi tutti i moderni processori hanno queste o simili istruzioni, in quanto sono necessarie per implementare il multitasking. Solo per citarne alcuni, queste istruzioni specializzate si trovano nel VIS SPARC, Intel Pentium MMX e Streaming SIMD Extensions (SSE), e nel set di istruzioni Motorola Altivec.
- Le chiamate di sistema: i linguaggi di alto livello hanno raramente una struttura diretta per eseguire le chiamate di sistema, chiamate che nel linguaggio assembly sono molto usate come nella gestione dell'input e dell'output.